# Legionellaramp
De Legionellaramp begon op 25 februari 1999 in Bovenkarspel (West-Friesland, Noord-Holland), en was een van de grootste uitbraken van de veteranenziekte in de geschiedenis. Met 32 doden en 206 ernstig zieken was het de ernstigste uitbraak sinds de oorspronkelijke naamgevende uitbraak tijdens een conferentie van de veteranenorganisatie American Legion (Amerikaans Legioen) in Philadelphia, VS in 1976.
Tussen 19 en 28 februari vond de Westfriese Flora plaats in Bovenkarspel, destijds een van de grootste overdekte bloemententoonstellingen in de wereld. In hal 3 stonden diverse bubbelbaden tentoongesteld, een daarvan was gevuld met een brandslang die al lange tijd niet gebruikt was geweest. In het stilstaande water in de slang had zich een zeer agressieve variant van de legionella pneumophila-bacterie ontwikkeld. De verkoper van de bubbelbaden had geen chloor in de baden gedaan omdat er toch niemand in mocht plaatsnemen.
Vanaf 7 maart werden er dertien patiënten opgenomen in het Westfries Gasthuis in Hoorn. Omdat men geen diagnose kon stellen, had het ziekenhuis de hulp ingeroepen van het Academisch Medisch Centrum in Amsterdam. Het AMC stelde bij zes patiënten vast dat zij veteranenziekte hadden opgelopen en er werd spoedig een link gelegd met de Westfriese Flora.
Op 12 maart werd er door het Rijksinstituut voor Volksgezondheid en Milieu (RIVM) een epidemiewaarschuwing aan alle huisartsen en ziekenhuizen uitgegeven, waarin ze werd gevraagd om alert te zijn op bezoekers van de Flora en mensen met op longontstekingen lijkende aandoeningen.
In de volgende weken werden er 318 gevallen uit heel Nederland aan het RIVM gerapporteerd. Alle patiënten hadden de Westfriese Flora bezocht na 22 februari en waren ziek geworden tussen 25 februari en 16 maart. Het is vastgesteld dat 32 mensen overleden aan de legionella-infectie, een van hen in 2001 na een langdurig ziekbed. Verder werden 206 mensen ernstig ziek en veel van hen kregen permanente gezondheidsproblemen na hun bezoek aan de Flora.
Er is een kans dat er meer mensen stierven aan de veteranenziekte maar dat zij begraven waren voordat de infectie was herkend.

## Herdenking
Op 12 maart 2009 heeft in de Sint Martinuskerk in Bovenkarspel een herdenking van de ramp van 1999 plaatsgevonden, georganiseerd door de Stichting Veteranenziekte. Tijdens de herdenking werd een boek over de ramp overhandigd aan de directeur-generaal van VWS als de plaatsvervanger van Ab Klink, minister van Volksgezondheid, Welzijn en Sport (VWS), waarin herinneringen zijn opgetekend van mensen die besmet zijn geraakt met de legionellabacterie. Onder de aanwezigen was ook Klinks voorganger Els Borst, in 1999 minister van VWS.